# Carlos Gustavo Arrieta Alandete
Carlos Gustavo Arrieta Alandete (1913/1914-Bogotá, 27 de julio de 2004) fue un abogado, jurista y político colombiano, quien se desempeñó como Ministro de Minas y Petróleos.

## Biografía
Estudió Derecho en la Universidad Javeriana. Considerado el padre del Derecho Administrativo moderno en Colombia, sirvió en varias ocasiones como miembro del Consejo de Estado de Colombia.
Se desempeñó como Ministro de Minas y Petróleos durante los gobiernos de Guillermo León Valencia y de Carlos Lleras Restrepo. Siendo Ministro se creó la Empresa Colombiana de Minas e impulsó la ley que nacionalizó el subsuelo petrolero y minero en Colombia. Previamente, en julio de 1944, había servido como Ministro de la misma cartera por encargo de Darío Echandía Olaya durante el Golpe de Pasto.
En 1998 fundó la firma de abogado Arrieta Mantilla & Asociados. Falleció en Bogotá el 27 de julio de 2004, a los 90 años.
Fue el padre del también abogado Carlos Gustavo Arrieta Padilla.